# Alison Mowbray
Alison Mowbray (* 1. Februar 1971 in Derby) ist eine britische Ruderin. Sie gewann 2004 die olympische Silbermedaille im Doppelvierer.

## Karriere
Mowbray war 1993 bereits im Nations Cup angetreten, dem Vorläufer der U23-Weltmeisterschaften, und hatte den achten Platz im Einer belegt. Erst nach ihrem Studium ruderte die 1,80 m große Ruderin vom Leander Club ab 1998 international in der Erwachsenenklasse. Bei den Weltmeisterschaften 1998 belegte sie mit dem Doppelvierer den zehnten Platz. 1999 wechselte sie in den Einer und belegte den elften Platz bei den Weltmeisterschaften. Im Jahr darauf war sie Zehnte im Einer-Wettbewerb bei den Olympischen Spielen 2000 in Sydney. 
2001 wechselte sie zurück in den Doppelvierer und belegte den fünften Platz bei den Weltmeisterschaften 2001 und 2002. 2003 in Mailand erreichte der britische Doppelvierer den vierten Platz mit 0,31 Sekunden Rückstand auf die drittplatzierten Deutschen. 2004 waren nur Mowbray und Frances Houghton aus der Vorjahres-Besatzung übrig geblieben, während Sarah Winckless und Elise Laverick einen Doppelzweier bildeten. Der neue britische Doppelvierer mit Mowbray, Debbie Flood, Houghton und Rebecca Romero gewann die Weltcup-Regatten in Posen und Luzern. Bei den Olympischen Spielen 2004 in Athen siegten die Deutschen mit zwei Sekunden Vorsprung vor den Britinnen.
Alison Mowbray studierte an der University of Liverpool und schloss anschließend ihr Postgraduierten-Studium an der University of Cambridge mit dem Ph.D. in Molekularbiologie ab. Über ihre Karriere verfasste sie das Buch Gold Medal Flapjack. Silver Medal Life.